# 1952 en cyclisme
| Années du cyclisme : 1949 - 1950 - 1951 - 1952 - 1953 - 1954 - 1955    |
| Décennies du cyclisme : 1920 - 1930 - 1940 - 1950 - 1960 - 1970 - 1980 |

Les faits marquants de l'année 1952 en cyclisme.

## Par mois

### Février
21 février : le Français Emile Carrara gagne la Ronde d'Aix-en-Provence pour la deuxième fois.
23 février : le Français Dominique Forlini gagne le Grand Prix de Nice. L'épreuve n'aura pas lieu en 1953 et reprendra en 1954.
24 février : l'Italien Giovanni Corrieri gagne Sassari-Cagliari.

### Mars
- 1er mars : le Français Jean Dotto gagne le Grand Prix de Monaco pour la deuxième fois d'affilée.
- 2 mars : le Français Jean Dotto gagne la Course de côte du Mont Agel pour la deuxième année d'affilée.
- 9 mars : le Belge Ernest Sterckx gagne le Circuit Het Volk.
- 10 mars : le Français Louison Bobet gagne le Grand Prix de Cannes.
- 15 mars : l'Italien Aldo Bini gagne Milan-Turin.
- 16 mars : le Belge André Maelbrancke gagne Kuurne-Bruxelles-Kuurne.
- 16 mars : l'Espagnol Hortensio Vidauretta gagne la Subida a Arrate.
- 19 mars : Loretto Petrucci gagne Milan-San Remo.
- 23 mars : le Français Louison Bobet gagne le Critérium national de la route.pour la deuxième fois d'affilée.
- 23 mars : le Belge Roger de Corte gagne le Tour du Limbourg.
- 30 mars : le Français Louison Bobet gagne Paris-Nice.
- 30 mars : 1re des 5 manches du championnat d'Italie sur route. L'Italien Rinaldo Moresco gagne le Tour de Toscane.
- 30 mars : le Suisse Fritz Schaer gagne le Tour des 4 Cantons.

### Avril
- 3 avril : le Belge Raymond Impanis gagne Gand-Wevelgem.
- 6 avril : le Belge Roger Decock gagne le Tour des Flandres.
- 6 avril : le Français Jean Dotto gagne la Course de côte du Mont Faron en ligne pour la deuxième année d'affilée.
- 13 avril : le Belge Rik Van Steenbergen remporte Paris-Roubaix pour la deuxième fois. Il s'impose au sprint devant Fausto Coppi. Coppi était échappé en compagnie du Suisse Ferdi Kubler et des Français Jacques Dupont et Jean Baldassari. Au prix d'un gros effort Rik Van Steenbergen revient sur ces hommes. Il profite du fait que la voiture du directeur sportif de Coppi a un ennui mécanique et qu' ainsi l'italien n'est pas mis au courant du retour du Belge. Les deux Français sont éliminés sur crevaison et Coppi pour empêcher la jonction avec Van Steenbergen démarre. Cela est fatal à Kubler épuisé qui est lâché. Fausto Coppi tente dans la côte de Hem de distancer Van Steenbergen sans réussite. Le Belge n'a plus qu'à faire valoir sa pointe de vitesse sur le vélodrome de Roubaix.
- 13 avril : l'Espagnol Antonio Gelabert gagne le Grand Prix de Pâques.
- 14 avril : le Belge Hilaire Couvreur gagne le Circuit des 11 villes.
- 15 avril : le Français Robert Varnajo gagne Paris-Camembert.
- 20 avril : le Néerlandais Wout Wagtmans gagne le Tour de Romandie.
- 20 avril : l'Italien Fiorenzo Magni gagne Rome-Naples-Rome.
- 20 avril : le Belge André Maelbrancke gagne À travers la Belgique.
- 20 avril : l'Espagnol Francisco Alomar gagne le Trophée Masferrer.
- 20 avril : le Français Albert Dolmats gagne le Tour du Morbihan.
- 24 avril : le Français Jean Dotto gagne la première édition de la Course de côte du Mont Faron contre la montre.
- 25 avril : l'Italien Giuseppe Minardi gagne le Tour de Campanie.
- 27 avril : le Belge Albéric Schotte gagne Paris-Bruxelles.
- 27 avril : le Suisse Hugo Koblet gagne le Championnat de Zurich.
- 30 avril : le Néerlandais Wim Van Est gagne la Nokere Koerse.

### Mai
- 1er mai : 2e manche du championnat d'Italie sur route. L'Italien Gino Bartali gagne le Tour d'Émilie.
- 1er mai : le Belge Gérard Buyl gagne le Grand Prix Hoboken.
- 4 mai : le Français Jean Robic gagne la Polymultipliée.
- 4 mai : le Luxembourgeois Jean Kirchen gagne le Tour de Luxembourg.
- 4 mai : le Belge Eugène Van Roosbroeck gagne le Circuit des Régions Belges.
- 10 mai : le Suisse Ferdi Kubler gagne la Flèche wallonne pour la deuxième fois d'affilée.
- 11 mai : le Suisse Ferdi Kubler gagne Liège-Bastogne-Liège pour la deuxième fois d'affilée ainsi qu'un deuxième Week-End Ardennais d'affilée.
- 13 mai : la Course de la Paix est remportée par le Britannique Ian Steel.
- 17 mai : départ du Tour d'Italie à Milan d'où part la 1re étape Milan-Bologne. L'Italien Giorgio Albani gagne l'étape au sprint et endosse le premier maillot rose de leader de l'épreuve.
- 18 mai : la 2e étape du Tour d'Italie Bologne-Montecani voit la victoire au sprint de l'Italien Angelo Conterno qui s'empare ainsi du maillot rose de leader.
- 18 mai : le Belge Henri Van Kerkhove gagne le Circuit des Ardennes Flamandes.
- 18 mai : le Néerlandais Wim Van Est gagne le Circuit du Limbourg.
- 19 mai :pour le compte de la 3e étape du Tour d'Italie Montecani-Sienne l'Italien Antonio Bevilacqua règle au sprint un groupe d'échappés, parmi lesquels l'Italien Nino de Filippis qui devient le nouveau maillot rose.
- 20 mai : le Belge Désiré Keteleer bat au sprint Alfredo Pasotti et remporte la 4e étape du Tour d'Italie Sienne-Rome. Il y a repos le 21 mai.
- 22 mai : l'Italien Siro Bianchi gagne le Grand Prix du Midi libre.
- 22 mai : l'Italien Fausto Coppi remporte la 5e étape contre la montre Rome-Rocca di Papa,son compatriote Giancarlo Astrua est deuxième à 32 secondes et en profite pour prendre le maillot rose de leader en devançant Coppi de 55 secondes au classement général.
- 23 mai : le Belge Rik Van Steenbergen gagne la 6e étape du Tour d'Italie Rome-Naples au sprint devant un groupe d'échappés.
- 24 mai : l'Italien Giorgio Albani s'impose au sprint devant ses compagnons d'échappée et gagne la 7e étape du Tour d'Italie Naples-Roccaraso.
- 25 mai : l'Italien Rino Benedetti gagne détaché la 8e étape du Tour d'Italie Roccaraso-Ancone, son compatriote Oreste Conte règle au sprint le peloton qui était chassait derrière Benedetti.
- 25 mai : le Belge Henri Van Kerkhove gagne le Tour de Belgique.
- 25 mai : le Belge Wim Van Est gagne Bordeaux-Paris pour la deuxième fois.
- 25 mai : le Belge Karel de Baere gagne le Circuit Mandel-Lys-Escaut.
- 25 mai : le Français Raymond Elena gagne le Grand Prix de Saint-Raphaël.
- 26 mai : le Belge Rik Van Steenbergen gagne le sprint du peloton à l'arrivée de la 9e étape du Tour d'Italie Ancone-Riccione.
- 27 mai : 10e étape du Tour d'Italie, nouvelle victoire au sprint du Belge Rik Van Steenbergen, cette fois il s'impose face à un groupe d'échappés où figurent tous les favoris à la victoire finale. Fausto Coppi prend la tête du classement général Giacomo Zampieri est deuxième à 42 secondes. Parmi les autres prétendants de l'épreuve, le Suisse Ferdi Kubler est quatrième à 1 minute et 49 secondes de Coppi, l'Italien Fiorenzo Magni est sixième à 2 minutes et 39 secondes et son compatriote Gino Bartali est septième à 3 minutes et 1 secondes. La position du Suisse Hugo Koblet semble compromise puisqu’il se retrouve dixième au classement général à 6 minutes et 23 secondes de Coppi. Il y a repos le 28 mai.
- 29 mai : 11e étape du Tour d'Italie Venise-Bolzano c'est la grande étape des Dolomites avec au programme les ascensions des cols du Falzarego, du Pordoï et de la Sella .l'Italien Fausto Coppi gagne en devançant ses compatriotes Gino Bartali et Fiorenzo Magni de 5 minutes et 20 secondes. Le Suisse Ferdi Kubler règle au sprint le groupe des battus à 6 minutes et 39 secondes de Coppi. Au classement général Fausto Coppi devance Fiorenzo Magni de 8 minutes et 19 secondes et Gino Bartali de 8 minutes et 21 secondes. À mi course le Tour d'Italie semble joué.
- 30 mai : l'Italien Oreste Conte s'impose au sprint devant ses compagnons d'échappée au cours de la 12e étape du Tour d'Italie Bolzano-Bergame.
- 31 mai : surprise à l'arrivée de la 13e étape du Tour d'Italie Bergame-Come, Alfredo Pasotti souffle la victoire au Belge Van Steenbergen . Dans leur groupe d'échappés figure l'Italien Fiorenzo Magni qui se rapproche au classement général à 7 minutes et 35 secondes de Fausto Coppi.

### Juin
- 1er juin : Fausto Coppi gagne la 14e étape contre la montre entre Erbe et Come. Le Suisse Hugo Koblet deuxième ne lui cède que 15 secondes, l'Italien Fiorenzo Magni cinquième concède lui 2 minutes et 12 secondes à Coppi . Au classement général Fausto Coppi devance Fiorenzo Magni de 9 minutes et 18 secondes. Sauf accident la victoire ne peut plus lui échapper.
- 2 juin : l'Italien Giuseppe Minardi gagne au sprint la 15e étape du Tour d'Italie Come-Gênes au terme d'une fugue comprenant neuf coureurs.
- 2 juin : le Français Pierre Komor gagne le Tour de l'Oise.
- 2 juin : le Belge Arsène Rijckaert gagne le Circuit de Flandre Orientale.
- 3 juin : l'Italien Annibale Brasola bat au sprint ses 6 compagnons d'échappée à l'issue de la 16e étape du Tour d'Italie Gênes-San Remo. Il y a repos le 4 juin.
- 5 juin : le véloce Italien Nino de Filippis sort vainqueur d'un sprint à quatre au terme de la 17e étape du Tour d'Italie San Remo-Cuneo.
- 6 juin : l'Italien Pasquale Fornara gagne devant son compagnon d'échappée Adolfo Grosso la 18e étape du Tour d'Italie Cuneo-Saint vincent d'Aoste.
- 7 juin : cinq coureurs se détache durant la 19e étape du Tour d'Italie Saint vincent d'Aoste-Verbania, la victoire revient au Suisse Fritz Schaer. L'étape est décevante puisque au programme figuraient les ascensions des cols du grand saint Bernard et du Simplon et que personne n'a attaqué Fausto Coppi.
- 8 juin : 20e et ultime étape du Tour d'Italie entre Verbania et Milan, l'Italien Antonio Bevilacqua s'impose au sprint devant tout le peloton. L'Italien Fausto Coppi remporte la 35e édition du Tour d'Italie. Il s'agit de la quatrième de ses cinq victoires sur cette course. Au classement général final l'Italien Fiorenzo Magni est deuxième à 9 minutes et 18 secondes, le Suisse Ferdi Kubler est troisième à 9 minutes et 24 secondes. Le Français Raphaël Geminiani remporte le classement du Grand Prix de la Montagne.
- 8 juin : le Français Jean Dotto gagne le Critérium du Dauphiné libéré.
- 8 juin : le Néerlandais Wim Van Est gagne le Tour des Pays-Bas. L'épreuve ne sera pas disputée en 1953 et reprendra en 1954.
- 9 juin : le Suisse Hans Sommer gagne le Tour du Nord-Ouest de la Suisse.
- 11 juin : le Belge Germain Derijcke gagne Bruxelles-Ingooigem.
- 12 juin : l'Espagnol Antonio Gelabert gagne la Vuelta a los Puertos.
- 15 juin : le Britannique Graham Vines devient champion de Grande-Bretagne sur route NCU.
- 15 juin : le Britannique Ian Steel devient champion de Grande-Bretagne BLRC.
- 15 juin : le Néerlandais Hans Dekkers conserve son titre de champion des Pays-Bas sur route.
- 15 juin : le Français Maurice Quentin gagne les Boucles de la Seine.
- 15 juin : le Belge Ernest Sterckx gagne le Circuit de Belgique Centrale pour la Deuxième Fois.
- 21 juin : l'Italien Pasquale Fornara gagne le Tour de Suisse.
- 22 juin : le Luxembourgeois Marcel Dierkens gagne le Tour des 3 Provinces Belge.
- 23 juin : le Français Stanislas Bober gagne Paris-Bourges.
- 25 juin : l'Italien Dante Rivola gagne le Tour du Latium.
- 25 juin : départ du 39e Tour de France à Brest. Le barème des bonifications pour les arrivées d'étapes est de 1 minute de bonification au vainqueur et 30 secondes de bonification au second. Aux sommets des cols de 1ere catégorie le premier glane 40 secondes de bonification et le deuxième 20 secondes. Aux sommets des cols de 2eme catégorie, seul le premier récolte 20 secondes de bonification.  Pour la première fois il y a des arrivées en altitude (L'alpe d'Huez, Sestrières et le Puy de Dome). Il y a en plus au programme le Ballon d'Alsace, le Mont Ventoux, les cols de la Croix de Fer, du Galibier et les Grands cols pyrénéens. Il faudra attendre le Tour 1967 pour retrouver un tel parcours. L'organisation espère une confrontation entre les Suisses Hugo Koblet, Ferdi Kubler, le Français Louison Bobet et l'Italien Fausto Coppi. Seul ce dernier prend le départ. La première étape Brest-Rennes est remportée par le Belge Rik Van Steenbergen qui prend de fait le maillot jaune, 2eme le Belge Maurice Blomme, 2e le Français Pierre Pardoen tous même temps. Le peloton est éparpillé et l'Italien Mario Baroni 16eme à 6 minutes 21 secondes remporte le sprint du peloton. Avec les bonifications, Blomme est second à 30 secondes de Van Steenbergen et Pardoen est 3eme à 1 minute.
- 26 juin : le Belge André Rosseel règle au sprint une échappée à quatre et gagne la 2e étape du Tour de France Rennes-Le Mans, 2eme l'Espagnol Bernardo Ruiz, 3e le Français Pierre Molinéris, 4eme le Belge Alex Close. Deux coureurs sont intercalés et le Belge Rik Van Steenbergen 7eme à 1 minute 1 seconde remporte le sprint du peloton. Ce dernier au classement général conserve le maillot jaune, 2eme le Français Pierre Pardoen, 3eme Close à 2 minutes 58 secondes. Le Belge Maurice Blomme, qui est 48e de l'étape à 4 minutes 29 secondes, quitte les premières places.
- 27 juin : Le Français Nello Lauredi gagne au sprint la 3e étape du Tour de France Le Mans-Rouen devant son compagnon d'échappée le Français Bernard Gauthier. 2eme même temps, 3eme le Néerlandais Gerrit Voorting à 3 minutes 25 secondes. Deux hommes sont intercalés et le Français Jacques Dupont 6eme à 10 minutes 31 secondes remporte le sprint du peloton. Au Classement général Lauredi devient le nouveau maillot jaune, 2eme Gauthier à 3 minutes 43 secondes, 3eme le Belge Rik Van Steenbergen à 4 minutes 4 secondes.
- 28 juin : le Français Pierre Molinéris gagne la 4e étape du Tour de France Rouen-Roubaix en solitaire, 2eme le Français Jean Dotto à 2 minutes 34 secondes, 3eme le Français Antonin Rolland à 3 minutes 21 secondes. Suivent d'autres coureurs, comme le Belge Alex Close 7eme à 3 minutes 21 secondes également et le Belge Stan Ockers 15eme à 7 minutes 11 secondes remporte le sprint du groupe où se trouvent les Italiens Gino Bartali 17eme et Fausto Coppi 18eme. Le Français René Berton 24eme à 7 minutes 39 secondes remporte le sprint du groupe où se trouvent les autres favoris, sauf le Français Bernard Gauthier 99eme à 20 minutes 14 secondes. Au classement général, 1er le Français Nello Lauredi, 2eme le Français Pierre Molinéris à 1 minute 36 secondes, 3eme Close à 2 minutes 44 secondes.
- 29 juin : le Luxembourgeois Jean Diederich auteur d'une belle échappée solitaire gagne au sommet de la citadelle de Namur la 5e étape du Tour de France Roubaix-Namur, 2eme l'Italien Fausto Coppi à 5 minutes 1 secondes, 3eme le Belge Robert Vanderstockt à 5 minutes 43 secondes, 4eme l'Italien Gino Bartali à 7 minutes 16 secondes, 7eme le Belge Stan Ockers à 8 minutes 28 secondes, 11eme le Français Jean Robic à 9 minutes 22 secondes, 13eme et 14eme le Belge Alex Close et le Français Nello Lauredi à 9 minutes 22 secondes, le Français Pierre Molinéris 65eme à 19 minutes 52 secondes quitte les premières places. Au classement général Lauredi reste maillot jaune, 2eme Vanderstockt à 1 seconde, 3eme Close à 2 minutes 44 secondes.
- 30 juin : l'Italien Fiorenzo Magni gagne seul la 6e étape du tour de France Namur-Metz, l'Italien Tino Sabbadini à 5 minutes 35 secondes, 3eme le Suisse Gottfried Weilenmann, 4eme l'Allemand Henrich Spühler tous même temps. Le Français Antonin Rolland 5eme à 7 minutes 38 secondes remporte le sprint du peloton. Au classement général, Magni ravit le Maillot jaune au Français Nello Laurédi à présent second à 12 secondes, 3eme le Belge Robert Vanderstockt à 13 secondes. Il y a repos le 30 juin.

### Juillet
- 1er juillet : l'Italien Fausto Coppi gagne le contre la montre de la 7e étape du Tour de France Metz-Nancy devant le Luxembourgeois Roger Decock 2eme à 34 secondes, 3eme le Français Armand Papazian à 1 minute 19 secondes, 4eme l'Italien Giulio Bresci à 1 minute 22 secondes, 5eme le Français Nello Lauredi à 1 minute 23 secondes, 9eme l'Italien Fiorenzo Magni à 1 minute 45 secondes, 22eme l'Italien Gino Bartali à 3 minutes 11 secondes, 28eme le Belge Stan Ockers à 3 minutes 36 secondes, 39eme le Français Jean Robic à 4 minutes 41 secondes, 69eme le Belge Robert Vanderstockt à 6 minutes 58 secondes. Au classement général Nello Laurédi reprend le maillot jaune pour 10 secondes devant Fiorenzo Magni 2eme. Coppi est à 3 minutes et 43 secondes.
- 2 juillet : le Français Raphaël Geminiani s'envole dans la traversée du massif des Vosges durant la 8e étape du Tour de France Nancy-Mulhouse qui emprunte les cols de Grosse Pierre, d'Oderen, du Bussang , du Ballon d'Alsace, du Hundsruck et Amic. Il franchit le Ballon d'Alsace 7 minutes et 10 secondes avant l'Espagnol Antonio Gelabert et le col Amic 8 minutes et 30 secondes devant ce dernier et arrive à Mulhouse en triomphateur 5 minutes et 19 secondes devant Fiorenzo Magni  2eme qui règle au sprint le groupe des favoris devant le Belge Stan Ockers 3eme. Au classement général l'Italien Fiorenzo Magni reprend le maillot jaune pour 20 secondes au Français Nello Laurédi second, 3eme Coppi à 4 minutes 3 secondes.
- 3 juillet : le Suisse Walter Diggelmann s'impose dans un sprint à huit et gagne dans son pays la 9e étape du Tour de France Mulhouse-Lausanne qui emprunte le col de Mollendruz, 2eme le Français Jacques Marinelli, 3eme le Néerlandais Jan Nolten, 7eme l'Italien Andrea Carrea tous même temps. L'Italien Alfredo Martini 9eme à 6 minutes 15 secondes est intercalé et le Belge stan Ockers 10eme à 9 minutes 11 secondes remporte le sprint du peloton. Au classement général Andréa Carrea hérite du maillot jaune de leader, 2eme l'Italien Fiorenzo Magni à 1 minute 1 seconde, 3eme le Français Nello Lauredi à 1 minute 21 secondes.
- 4 juillet :10e étape du Tour de France Lausanne-Alpe d'Huez. Le Tour de France fait pour la première fois étape à l'Alpe d'Huez et c'est la première arrivée au sommet de l'histoire du Tour. Fausto Coppi s'y impose et prend le maillot jaune devançant ses compatriotes Andrea Carrea de 5 secondes et Fiorenzo Magni de 1 minute et 50 secondes au classement général. Il devance sur la ligne d'arrivée le Français Jean Robic 2eme de 1 minute et 20 secondes, après l'avoir rejoint puis lâché durant l'ascension finale, et le Belge Stan Ockers 3eme de 3 minutes et 22 secondes. Carrea est 6eme de l'étape à 3 minutes 29 secondes, Magni est 9eme à 4 minutes 14 secondes, l'Italien Gino Bartali est 12eme à 5 minutes 21 secondes, et le Français Nello Lauredi est 21eme à 7 minutes 4 secondes. Ce dernier devient 4eme au classement général avec 5 minutes 1 seconde de retard. il y a repos le 5 juillet.
- 6 juillet :L'Italien Fausto Coppi gagne à Sestrières la onzième étape du Tour de France Bourg d'Oisans-Sestrières qui emprunte les cols de la Croix de Fer, du Télégraphe, du Galibier, de Montgenèvre et enfin de Sestrières , avec plus de sept minutes d'avance sur le deuxième Bernardo Ruiz 2eme et 9 minutes et demie sur le Belge Stan Ockers 3eme. Le Français Jean Le Guilly est 4eme à 9 minutes 13 secondes, 5eme l'Italien Gino Bartali à 5 minutes 21 secondes, 6eme le Belge Alex Close à 10 minutes 11 secondes. Le Français Jean Robic arrive 7eme à 11 minutes 24 secondes (en fait victime d'une crevaison, il a dû regonfler plusieurs fois son boyau dans l'ascension finale. Son directeur sportif Marcel Bidot suivait son compatriote Nello Lauredi, c'est pourquoi Robic n'a pas été dépanné et perd la deuxième place de l'étape qui lui tendait les bras. Blessé moralement, Robic ne reviendra plus en équipe de France. L'Italien Andrea Carrea termine 15eme à 17 minutes 41 secondes, l'Italien Fiorenzo Magni  finit 21eme à 20 minutes 48 secondes et perd sa place sur le podium. Nello Lauredi se classe 25eme à 23 minutes 40 secondes.  Coppi a fait une longue échappée solitaire franchissant le col de la Croix de Fer 38 secondes devant l'Espagnol Antonio Gelabert pour porter son avance à 2 minutes et 35 secondes au col du Galibier sur l'espagnol Bernardo Ruiz. Au classement général, en tenant compte des bonifications gagnées aux sommets des cols, le Belge Alex Close est deuxième à 19 minutes et 57 secondes et l'Italien Andrea Carrea est troisième à 20 minutes et 26 secondes. Sauf accident grave la victoire finale semble acquise à Fausto Coppi.
- 7 juillet : le Néerlandais Jan Nolten gagne en solitaire la 12e étape du Tour de France Sestrières-Monaco qui emprunte les cols de Tende, de Brouis, de Castillon et la Turbie, en faussant compagnie au Français Jean Dotto 2eme dans le col de la Turbie qu'il devance de 1 minute et 27 secondes à l'arrivée, 3eme le Français Pierre Molinéris à 3 minutes 44 secondes, 6eme et 7eme le Belge Stan Ockers et le Français Jean Robic à 6 minutes 48 secondes, 8eme et 9eme les Italiens Gino Bartali et Fausto Coppi à 6 minutes 59 secondes, 11eme l'Espagnol Bernardo Ruiz à 7 minutes 1 secondes, 14eme l'Italien Fiorenzo Magni à 7 minutes 45 secondes, 19eme le Belge Alex Close à 11 minutes 4 secondes, 35eme l'Italien Andrea Carrea à 16 minutes 49 secondes. Au classement général l'Italien Fausto coppi creuse les écarts puisque le deuxième le Belge Alex Close est à 24 minutes et 2 secondes. Le troisième Bernardo Ruiz est à 25 minutes et 26 secondes.
- 8 juillet : le Français Raoul Remy gagne la 13e étape du Tour de France Monaco-Aix en Provence en s'imposant devant ses deux compagnons d'échappée, 2eme le Français Jean Dotto, 3eme le Français Maurice Quentin tous même temps. Le Français Jacques Vivier 4eme à 4 minutes 3 secondes est intercalé et l'Italien Tino Sabbadini 5eme à 7 minutes 26 secondes remporte le sprint du peloton. Pas de changement en tête du classement général.
- 9 juillet : dans la 14e étape du Tour de France Aix en Provence-Avignon le Français Jean Robic s'échappe dans l'ascension du Mont Ventoux qu'il franchit 2 minutes et 15 secondes avant l'Espagnol Antonio Gelabert. À l'arrivée il gagne en gardant 1 minute et 37 secondes sur l'Italien Gino Bartali 2eme, le Français Raphaël Geminiani 3eme et le reste des favoris, sauf le Belge Alex Close 11eme à 3 minutes 56 secondes et l'Espagnol Bernardo Ruiz 17eme à 4 minutes 32 secondes. Au classement général l'Italien Fausto Coppi possède 25 minutes et 27 secondes d'avance sur le Belge Stan Ockers 2eme et 26 minutes et 16 secondes sur son compatriote Gino Bartali 3eme.
- 9 juillet : le Belge Albéric Schotte gagne le Circuit des Monts du Sud-Ouest.
- 10 juillet : le Français Georges Decaux gagne en solitaire la 15e étape du Tour de France Avignon-Perpignan, 2eme l'Italien Giovanni Corrieri à 8 minutes 53 secondes, 3eme l'Algérien (alors Français) Ahmed Kebaïli à 18 minutes 34 secondes. D'autres coureurs sont intercalés et l'Italien Tino Sabbadini 7eme à 24 minutes 39 secondes remporte le sprint du peloton. Pas de changement en tête du classement général. L'épreuve n'ayant plus aucun suspense, il est décidé que les prix pour la deuxième et la troisième place sont doublés.
- 11 juillet : le Belge André Rosseel gagne, au sprint devant ses 11 compagnons d'échappée, la 16e étape du Tour de France Perpignan-Toulouse qui emprunte le col de Portel, 2eme le Français Jacques Vivier, 3eme l'Italien Mario Baroni, suivent d'autres coureurs intercalés dont le Belge Alex Close 22eme à 1 minute 18 secondes puis le Suisse Carlo Lafranchi 25eme à 1 minute 47 secondes remporte le sprint du peloton. Au classement général, 1er l'Italien Fausto Coppi, 2eme le Belge Stan Ockers à 25 minutes 27 secondes, 3eme Close à 25 minutes 53 secondes. il y a repos le 12 juillet.
- 13 juillet : la 17e étape du Tour de France Toulouse-Bagnères de Bigorre emprunte les cols de Peyresourde et d'Aspin. Le Français Raphaël Geminiani s'enfuit dans le col d'Aspin qu'il franchit 1 minute et 2 secondes devant son compatriote Jean Robic et gagne l'étape avec 1 minute et 14 secondes sur le groupe des favoris, 2eme le Français Antonin Rolland, 3eme le Belge Stan Ockers puis tous les autres favoris. Pas de changement en tête du classement général.
- 13 juillet : l'Allemand Ludwig Hörmann conserve son titre de champion de RFA sur route.
- 14 juillet : la 18e étape du Tour de France Bagnères de Bigorre-Pau emprunte les cols du Tourmalet et de l'Aubisque. L'Italien Fausto Coppi Franchit détaché ces 2 cols puis à 5 KM de Pau il place un démarrage et passe la ligne d'arrivée 4 secondes devant le Belge Stan Ockers 2eme et le Français Jean Robic 3eme. L'Espagnol Bernardo Ruiz est 4eme à 7 secondes, l'Italien Gino Bartali 11eme et le Belge Alex Close 12eme sont à 4 minutes 13 secondes. Avec les bonifications cueillies durant l'étape Coppi porte son avance au classement général à 27 minutes et 1 seconde sur Ockers deuxième et 30 minutes et 27 secondes sur Robic troisième.
- 15 juillet : le Néerlandais Hans Dekkers gagne détaché la 19e étape du Tour de France Pau-Bordeaux, 2eme son compatriote Gerrit Voorting à 9 secondes, 3eme le Français Pierre Pardoen même temps. Le peloton est morcelé et le Français Antonin Rolland 30eme à 7 minutes 65 secondes remporte le sprint du groupe des favoris. Pas de changement en tête du classement général.
- 16 juillet : le Français Jacques Vivier gagne détaché la 20e étape du Tour de France Bordeaux Limoges, 2eme le Néerlandais Wim Van Est à 6 secondes, 3eme le Français Georges Decaux, 4eme le Français Jacques Renaud, 5eme l'Algérien (alors Français) Ahmed Kebaïli tous même temps. Le Belge Stan Ockers 6eme à 3 minutes 1 seconde remporte le sprint du peloton. Pas de changement en tête du classement général.
- 17 juillet : 21e étape du Tour de France Limoges-Puy de Dôme qui est monté pour la première fois dans l'Histoire du Tour, l'étape emprunte aussi la Roche Veindeix et le col de Dyane appelé aussi col de la Croix Morand. Fausto Coppi s'impose au puy de Dôme devant le Néerlandais Jan Nolten second de 10 secondes. Il a repris dans l'ascension tous les échappés partis plus tôt dans le col de Dyane (ou de la Croix Morand) parmi lesquels son compatriote Gino Bartali et le Français Raphaël Geminiani respectivement troisième à 31 secondes et quatrième à 46 secondes de l'étape. L'italien Andrea Carrea finit 5eme à 51 secondes et le Français Jean Robic arrive 6eme à 1 minute 13 secondes Le Belge Stan Ockers 10eme n'a pu le suivre et perd 2 minutes 33 secondes sur Coppi. L'espagnol Bernardo Ruiz se classe 13eme à 3 minutes 24 secondes, le Belge Alex Close termine 16eme à 4 minutes 26 secondes.  Au classement général Ockers second est à présent à 31 minutes et 44 secondes de Coppi et Robic 3eme est à 33 minutes et 30 secondes de l'Italien.
- 18 juillet : l'Italien Fiorenzo Magni gagne le contre la montre de la 22e étape du Tour de France Clermont-Ferrand-Vichy pour 2 secondes devant le Belge Stan Ockers 2eme, l'Italien Andrea Carrea (auteur d'un superbe Tour de France) est 3eme à 1 minute 5 secondes, 8eme l'Espagnol Bernardo Ruiz à 1 minute 44 secondes, 10eme le Belge Alex Close à 2 minutes 30 secondes. L'Italien Fausto Coppi se désintéresse de l'étape qu'il finit 14eme à 3 minutes de Magni et l'Italien Gino Bartali arrive 20eme à 3 minutes 24 secondes. Le grand perdant du jour est le Français Jean Robic 12eme de l'étape à  5 minutes 5 secondes qui perd sa place sur le podium. Au classement général Ockers revient à 28 minutes et 17 secondes de Coppi , le troisième étant Bernardo Ruiz à 34 minutes et 38 secondes de l'Italien. Bartali est 4eme à 35 minutes 25 secondes et Robic est 5eme à 35 minutes 36 secondes. Pour ce dernier il n'est pas faux de dire que sans sa crevaison dans l'ascension de Sestrières, où il s'est trouvé sans assistance, il montait sur le podium.
- 19 juillet : le Français Antonin Rolland gagne sur la piste du Parc des Princes le sprint du peloton au terme de la 23e et dernière étape du Tour de France Vichy-Paris, 2eme le Suisse Gottfried Weilenmann, 3eme le Néerlandais Henk Faanhof. L'étape a été animée par le Français Jean Robic qui cinquième au classement général à tout tenté pour combler la minute et les 5 secondes le séparant de la troisième place. L'Italien Fausto Coppi gagne le Tour de France pour la deuxième fois. C'est également son deuxième doublé Giro-Tour de France. Il remporte ce Tour avec plus de 28 minutes d'avance sur le Belge Stan Ockers et plus de 34 sur l' Espagnol Bernardo Ruiz. Aucun coureur ne s'est depuis imposé avec une telle avance. Coppi s'adjuge également le Grand Prix de la montagne.
- 22 juillet : le Français Michel Vuylsteke gagne le Grand Prix de Fourmies.
- 27 juillet : le français Gilbert Bauvin gagne le tour du Doubs.
- 29 juillet : le Belge Roger de Corte gagne le Grand prix de l'Escault pour la deuxième fois.
- 31 juillet : l'Espagnol Manuel Aizpuru gagne le Grand Prix de Villafranca.

### Août
- 2 août : le Français Adolphe Deledda devient champion de France sur route.
- 3 août : 3e manche du championnat d'Italie sur route. L'Italien Giorgio Albani gagne le Tour des Apennins.
- 3 août : l'Espagnol Andres Trobat devient champion d'Espagne sur route.
- 3 août : le Luxembourgeois Johnny Goedert devient champion du Luxembourg sur route.
- 3 août : le Suisse Gottfried Weilenmann devient champion de Suisse sur route.
- 3 août : le Belge Joseph Schils devient champion de Belgique sur route.
- 7 août : le français Jean Robic gagne le Bol d'Or des Monedières.
- 10 août : l'Italien Antonio Bevilacqua gagne la première édition de Milan-Vignola, la deuxième édition n'aura lieu qu'en 1956.
- 10 août : le Belge Constant Verschuren gagne la première édition de la Flèche Hesbignonne.
- 16 août : l'Italien Giuseppe Minardi gagne les Trois vallées varésines.
- 18 août : l'Espagnol Jesus Galdeano gagne le Grand Prix de LLodio.
- 19 août : le Belge Léopold Schaeken gagne le Grand Prix de Zottegem.
- 24 août : à Luxembourg (Duché du Luxembourg) l'Allemand Heinz Müller devient champion du monde sur route professionnel, le Suisse Gottfried Weilinmann est médaille d'argent et l'Allemand Ludwig Hoermann est médaille de bronze. L'Italien Luciano Ciancola devient champion du monde amateur.
- 26-31 août : championnats du monde de cyclisme sur piste à Paris (France) . Le Suisse Oscar Plattner est champion du monde de vitesse professionnelle. L'Italien Enzo Sacchi est champion du monde de vitesse amateur pour la deuxième fois d'affilée. L'Australien Sydney Patterson est champion du monde de poursuite professionnelle. Le Néerlandais Piet Van Heusden est champion du monde de poursuite amateur.
- 31 août : l'Italien Luciano Giancola gagne le Grand Prix de Camaiore.

### Septembre
- 2 septembre : le Luxembourgeois Marcel Dierkens gagne la Coupe Sels.
- 4 septembre : le Belge Karel de Baere gagne la première édition de la Flèche Anversoise.
- 7 septembre : l'Italien Luciano Maggini gagne le Tour de Romagne.
- 9 septembre : le Belge Rik Van Steenbergen gagne le Circuit des Boucles de l'Aulne.
- 10 septembre : l'Italien Luciano Maggini gagne le Grand Prix de Prato pour la deuxième fois.
- 11 septembre : le Belge Arsène Rijckaert gagne le Championnat des Flandres.
- 14 septembre : l'Espagnol Miguel Poblet gagne le Tour de Catalogne.
- 14 septembre : 4e manche du championnat d'Italie sur route. L'Italien Gino Bartali gagne le Tour de Reggio-Calabre.
- 14 septembre : le Français Cesar Marcelak gagne le Grand Prix d'Isbergues.
- 14 septembre : l'Italien Ugo Anzile gagne la Poly Lyonnaise.
- 18 septembre : le Français Louison Bobet gagne le Grand Prix des Nations.
- 19 septembre : le Belge Isidore Derijcke gagne le Tour de R F A. L'épreuve ne reprendra qu'en 1955.
- 20 septembre : l'Espagnol Antonio Gelabert gagne le Tour de Majorque. L'épreuve ne sera pas disputée en 1953 et reprendra en 1954.
- 21 septembre : l'Italien Mario Rosario gagne le Tour d'Ombrie.
- 28 septembre : l'Italien Adolfo Grosso gagne le Tour de Vénétie.
- 30 septembre : le Belge Valère Ollivier gagne le Grand Prix de Brasschaat.

### Octobre
- 2 octobre : le Belge Valère Ollivier gagne le Circuit du Houtland.
- 5 octobre : le Français Raymond Guegan gagne Paris-Tours.
- 5 octobre : l'Espagnol Antonio Gelabert gagne le Tour de Castille.
- 9 octobre : l'Italien Primo Volpi gagne la Coupe Sabatini.
- 10 octobre : l'Italien Giorgio Albani gagne le Tour du Piémont.
- 12 octobre : 5e manche du championnat d'Italie sur route. l'Italien Primo Volpi gagne le Trophée Bernocchi. À l'issue de la course l'Italien Gino Bartali devient champion d'Italie sur route pour la quatrième fois.
- 12 octobre : le Français Jacques Dupont gagne le Circuit de l'Indre.
- 14 octobre : le Belge René Janssens gagne le Grand Prix de Clôture pour la deuxième année d'affilée.
- 19 octobre : Fausto Coppi remporte le Grand Prix de Lugano contre-la-montre pour la deuxième année d'affilée en en battant le record de vitesse[1].
- 19 octobre : l'Italien Sergio Albani gagne le Tour du Piémont.
- 22 octobre : l'Italien Ezio Bicocca gagne la Coppa Agostoni.
- 26 octobre : Giuseppe Minardi gagne le Tour de Lombardie. Le Suisse Ferdi Kubler remporte le Challenge Desgranges-Colombo pour la deuxième fois.

### Novembre
- 1er novembre : la paire italienne Giancarlo Astrua-Nino Defilippis gagne le Trophée Baracchi.
- 16 novembre : l'Italien Fausto Coppi gagne la course par étape du Grand Prix de la Méditerranée.
- 16 novembre : le Français Michel Ellena gagne la Course de côte de la Turbie.

## Principales naissances
- 1er janvier : Simone Fraccaro, cycliste italien.
- 9 février : Robert Alban, cycliste français.
- 13 février : Freddy Maertens, cycliste belge.
- 19 mars : Claudio Bortolotto, cycliste italien.
- 23 mai : Valeri Tchaplyguine, cycliste soviétique.
- 29 mai : Norbert Dürpisch, cycliste allemand.
- 16 juin : José Enrique Cima, cycliste espagnol.
- 25 juin : Ferdi Van Den Haute, cycliste néerlandais.
- 27 juin : Paul Wellens, cycliste belge.
- 28 août : Serge Parsani, cycliste et directeur sportif italien.
- 7 septembre : Bruno Vicino, cycliste italien.
- 8 novembre : Jan Raas, cycliste néerlandais.
- 19 novembre : Christian Seznec, cycliste français.
- 22 décembre : Jacques Bossis, cycliste français.

## Principaux décès
- 14 février : Maurice De Waele, cycliste belge. (° 27 décembre 1896).